# Abborretjärnen (Torrskogs socken, Dalsland, vid Högen)
Abborretjärnen är en sjö i Bengtsfors kommun i Dalsland och ingår i Göta älvs huvudavrinningsområde.